# Chloroquine
Chloroquine là một loại thuốc dùng để phòng và điều trị sốt rét ở những khu vực bị sốt rét được biết là nhạy cảm với tác dụng của thuốc. Một số loại sốt rét, các chủng kháng thuốc và các trường hợp phức tạp thường yêu cầu dùng thuốc khác hoặc bổ sung.  Thỉnh thoảng, nó được sử dụng cho bệnh viêm amidan xảy ra bên ngoài ruột, viêm khớp dạng thấp và lupus ban đỏ.  Nó được đưa vào cơ thể bằng cách uống qua miệng.  Nó cũng đang được một nhóm các nhà virus học Trung Quốc tại Viện Hàn lâm Khoa học và Học viện Khoa học Quân y Trung Quốc, trong số những người khác sử dụng thử nghiệm để điều trị COVID-19 vào năm 2020.
Các tác dụng phụ thường gặp bao gồm các vấn đề về cơ, chán ăn, tiêu chảy và phát ban da. Tác dụng phụ nghiêm trọng bao gồm các vấn đề về thị lực, tổn thương cơ, co giật và mất sản xuất tế bào máu.  Nó dường như an toàn để sử dụng trong khi mang thai. Chloroquine là thành viên của nhóm thuốc 4-aminoquinoline.  Nó hoạt động chống lại các dạng sốt rét vô tính bên trong tế bào hồng cầu.
Thuốc chloroquine được Hans Andersag phát hiện vào năm 1934. Nó nằm trong Danh sách các loại thuốc thiết yếu của Tổ chức Y tế Thế giới, các loại thuốc cần thiết trong hệ thống y tế được coi là an toàn và hiệu quả nhất. Nó có sẵn như là một loại thuốc gốc. Chi phí bán buôn ở các nước đang phát triển là khoảng  đô la Mỹ 0,04. Ở Hoa Kỳ, chi phí khoảng 5,30  đô la Mỹ mỗi liều.

## Lịch sử
Chloroquine (CQ), N'-(7-chloroquinolin-4-yl)-N,N-diethyl-pentane-1,4-diamine được khám phá vào năm 1934 bởi Hans Andersag và các đồng sự tại phòng thí nghiệm Bayer và được đặt tên là "Resochin". Thuốc này bị quên lãng trong một thập kỷ vì bị cho là độc hại đối với cơ thể người. Trong thế chiến II, các cuộc thử nghiệm lâm sàng phát triển thuốc chống sốt rét được bảo trợ bởi chính phủ Hoa Kỳ cho thấy khả năng chữa trị không rõ ràng của Chloroquine chống lại căn bệnh này. Sau đó, thuốc được giới thiệu đưa vào sử dụng trong lâm sàng vào năm 1947 nhằm mục đích phòng ngừa bệnh sốt rét.